# Simla, Colorado
Simla är en ort i Elbert County i delstaten Colorado, USA.